# Gnophos tangens
Gnophos tangens är en fjärilsart som beskrevs av Karl Schawerda 1930. Gnophos tangens ingår i släktet Gnophos och familjen mätare. Inga underarter finns listade i Catalogue of Life.